# شروینه
شروینه  شهری از توابع بخش کلاشی شهرستان جوانرود در استان کرمانشاه ایران است.
تاریخ و پیشینه:
مردم شروینه یکی از طوایف ایل بزرگ جاف هستند و بر اساس یک نظریه:
تاریخ شروینه حدودا به چهار صد سال پیش بر می گردد اسم شروینه از عده ای اهالی شمیران کردستان عراق که به این مکان نقل کرده اند ارتباط دارد و  احتمالا شاید اسم شخصی باشد. این خاندان به اسم هوزی (هواس ) که اولین تیره  از عشیره یزدان بخشی یا ایزان بخشی هستند  حدود 400 سال پبش از گذرگاه مسیر خود از پشت قلا شمیران به این منطقه نقل مکان کرده اند و بعد از چندین مدت و به دلیل آب و هوای مطلوب برگشته و چندین هوز دیگر از جمله هوز علی و هوز کاکه ویس(ساکنان اصیل شروینه) را به این مکان باخود می آورند. ارتباط فامیلی آنها دقیقا مشخص نیست.
نظریه دیگر اینکه اسم و کلمه شروینه از دو بخش شیر+ وینه به معنی(شیرمانند و شیرآسا) و یا شهر+مانند به معنی (شهرمانند و مثل شهر) می باشد که امروزه شروینه به شهر تبدیل شده است.
شروینه طبیعتی بسیار زیبا و دلنشین دارد رودخانه لیله از وسط شهر شروینه عبور می کند و چشمه های زیبا و پر آب زیادی از جمله کانی کالوز،کانی بیخیره،کانی فقیه، کانی چاوگ و کانی و چاوگ مشهور بالاخانی دارد. کوه بالاخانی و قله شیرچیا از کوههای بلند و مرتفع اطراف شروینه می باشند که زیستگاه انواع گونه های حیوانات و جانوران می باشد.

## جمعیت
شهر شروینه در بخش کلاشی قرار دارد و براساس سرشماری مرکز آمار ایران در سال ۱۳۹۵، جمعیت آن ۵۹۹ نفر بوده‌ است.

## ارتقاء به شهر
شروینه تا تاریخ ۲۸ بهمن ۱۳۹۶ روستایی از توابع بخش کلاشی بود،‌ و از این تاریخ با ابلاغ وزیر کشور به شهر ارتقاء‌ یافت.